# Oreoneta repeater
Espèce
Oreoneta repeater est une espèce d'araignées aranéomorphes de la famille des Linyphiidae.

## Distribution
Cette espèce est endémique du Yukon au Canada. Elle se rencontre vers 1 800 m d'altitude dans les monts Repeater,.

## Description
Les femelles mesurent de 2,95 à 3,38 mm.

## Étymologie
Son nom d'espèce lui a été donné en référence au lieu de sa découverte, les monts Repeater.

## Publication originale
- Saaristo & Marusik, 2004 : Revision of the Holarctic spider genus Oreoneta Kulczyński, 1894 (Arachnida: Aranei: Linyphiidae). Arthropoda Selecta, vol. 12, no 3/4, p. 207-249 (texte intégral).